# Foronidis
Els foronidis (Phoronida) són un petit embrancament de cucs marins lofoforats, que inclou només 13 espècies en dos gèneres.

## Descripció

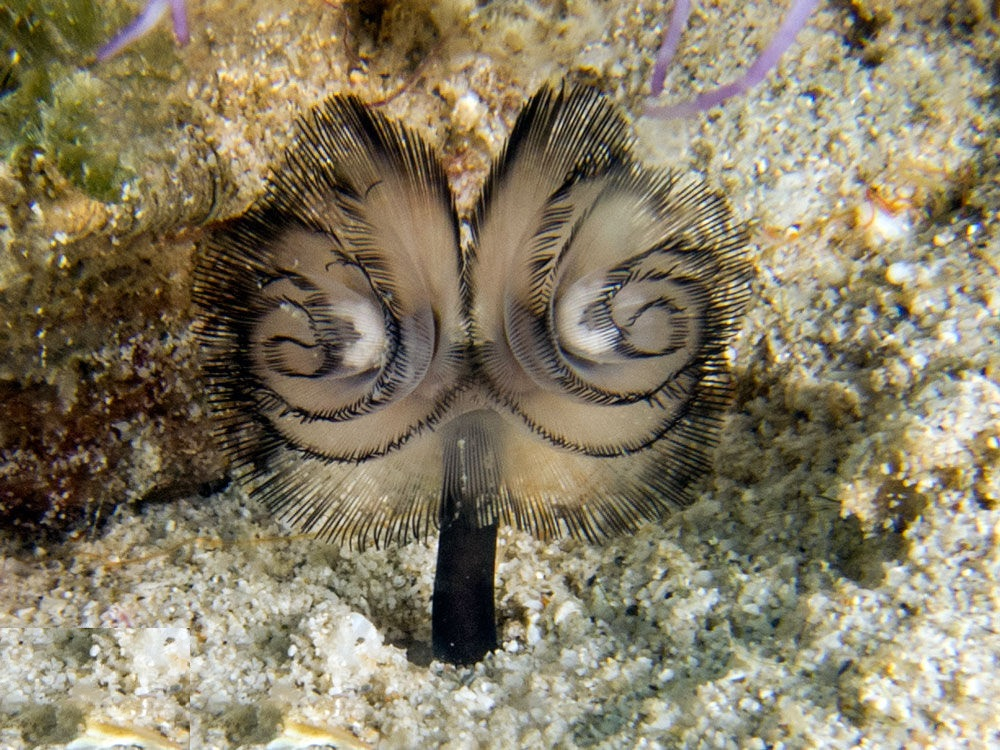
Phoronis australis.

Són animals que viuen dins de tubs quitinosos en el fons marí. Són organismes bàsicament solitaris tot i que poden formar colònies. Superficialment s'assemblen als cucs poliquets tot i que estructuralment són força diferents. Una d'aquestes diferències rau en el fet que els foronidis tenen el tub digestiu amb forma de u de tal manera que la boca queda quasi adjacent a l'anus. El cos està dividit en tres parts: prosoma, metasoma i mesosoma.
Els foronidis presenten lofòfors que obren com a ventalls per tal de filtrar constantment les partícules nutritives. Els lofòfors són extensions tentaculades del mesosoma que envolten la boca i no l'anus. També estan implicats en la respiració i la protecció de l'animal. Es poden regenerar.
L'origen dels foronidis probablement és anterior, però el registre fòssil més antic de foronidis data del període Devonià. Es tracta d'un grup monofilètic amb els altres Lophophorata.

## Reproducció
Són dioics o hermafrodites, segons espècies, i les gònades són peritoneals i transitòries. El cicle de vida és indirecte, i passen per una fase de larva actinotroca, una larva nedadora, amb un gran lòbul preoral ciliat i que baixa al fons per transformar-se en adult; presenta un tub digestiu lineal. La segmentació de l'ou és radial i, al contrari que la resta dels deuteròstoms, el blastòpor dona lloc a la boca.